# Robert Abbot (Bischof)

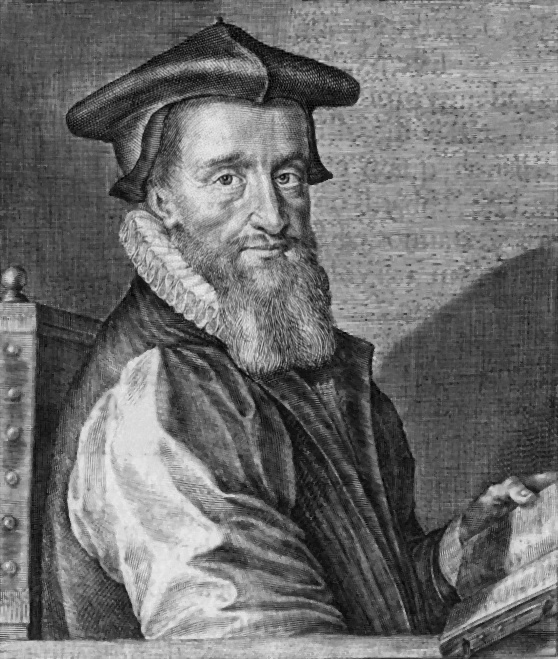
Robert Abbot

Robert Abbot (* 1560; † 2. März 1618) war ein englischer Geistlicher.

## Leben
Nach mehreren Jahren als Regius Professor of Divinity an der University of Oxford war Abbot ab 1615 Bischof von Salisbury.:36 Er schrieb De suprema potestate regia (London 1616), eine beredte Apologie der königlichen Gewalt im Sinn der Stuartschen Auffassung.
Robert Abbot ist der Bruder von George Abbot.